# Canales transmembrana
Los canales transmembrana son poros dentro de una bicapa lipídica. Los canales pueden estar formados por complejos proteicos que atraviesan la membrana o por péptidos. Pueden atravesar la membrana celular, conectando el citosol, o citoplasma, a la matriz extracelular. Los canales transmembrana también se encuentran en las membranas de los orgánulos, incluido el núcleo, el retículo endoplásmico, el aparato de Golgi, las mitocondrias, los cloroplastos y los lisosomas.
Los canales transmembrana se diferencian de los transportadores y las bombas en varios aspectos. Algunos canales son menos selectivos que los transportadores y bombas típicos, diferenciando los solutos principalmente por tamaño y carga iónica. Los canales realizan el transporte pasivo de materiales, también conocido como difusión facilitada. Los transportadores pueden efectuar transferencias pasivas o activas de materiales, mientras que las bombas requieren energía para actuar.

### Funcionamiento
Hay varios modos mediante los cuales operan los canales de membrana. El más común es el canal activado, que requiere un desencadenante, como un cambio en el potencial de membrana en los canales activados por voltaje, para desbloquear o bloquear la apertura del poro. Los canales activados por voltaje son fundamentales para la producción de un potencial de acción en las neuronas que da como resultado un impulso nervioso. Un canal activado por ligando requiere una sustancia química, como un neurotransmisor, para activar el canal. Los canales controlados por esfuerzo requieren una fuerza mecánica aplicada al canal para abrirse. Las acuaporinas son canales dedicados para el movimiento del agua a través del interior hidrofóbico de la membrana celular.

### Canales iónicos
Los canales iónicos son un tipo de canal transmembrana responsable del transporte pasivo de iones cargados positivamente (sodio, potasio, calcio, hidrógeno y magnesio) y iones cargados negativamente (cloruro) y pueden ser canales activados o activados por ligandos. Uno de los canales iónicos mejor estudiados es el canal iónico de potasio. El canal de iones de potasio puede permitir el movimiento rápido de iones de potasio mientras es selectivo contra el sodio. Usando datos de difracción de rayos X y cálculos de modelos atómicos, una estructura probable del canal consta de una serie de hélices alfa de proteínas que forman un poro en forma de reloj de arena con el punto más estrecho a la mitad de la bicapa lipídica de la membrana. Para moverse a través del canal, los iones de potasio deben desprenderse de su matriz acuosa y entrar en un filtro de selectividad compuesto por oxígenos de carbonilo. Los iones de potasio pasan a través de un átomo a la vez a lo largo de cinco sitios diferentes de unión de cationes (iones cargados positivamente).

### Enfermedades
Las enfermedades causadas por el mal funcionamiento de los canales iónicos incluyen la fibrosis quística, en la que el canal para el ion cloruro no se abre o falta en las células de los pulmones, el intestino, el páncreas, el hígado y la piel. Las células ya no pueden regular las concentraciones de sal y agua, dando como resultado los síntomas típicos de la enfermedad. Los trastornos adicionales resultantes del mal funcionamiento de los canales iónicos incluyen formas de epilepsia, arritmia cardíaca, ciertos tipos de parálisis periódica y ataxia.